# Història d'Oman

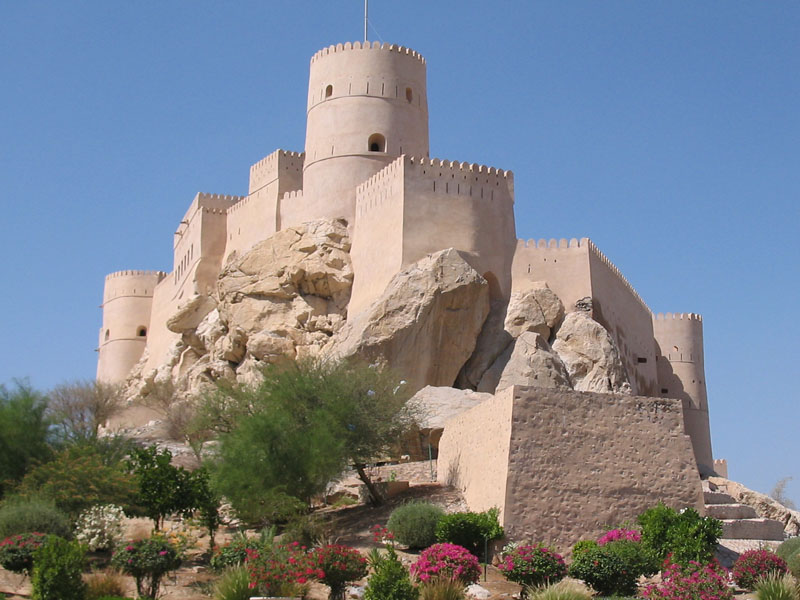
Fort Nakhal, una de les fortificacions més ben conservades d'Oman

Aquest article tracta sobre la història d'Oman. Fa diversos mil·lennis, algunes tribus d'origen àrab van emigrar cap a l'est fins a Oman, coincidint amb l'arribada de diversos pobles d'origen irànic. Al segle vi, els àrabs van aconseguir rebutjar els iranians; la conversió de les tribus àrabs a l'islam al segle vii va provocar el desplaçament dels colons irànics. La introducció de l'ibadisme va concentrar el poder en la figura de l'imam, un líder nomenat pels ulemes. La posició de l'imam ibadita va ser confirmada per l'aliança amb els xeics locals mitjançant el bay'ah (jurament d'aliança) de la comunitat.

## Prehistòria

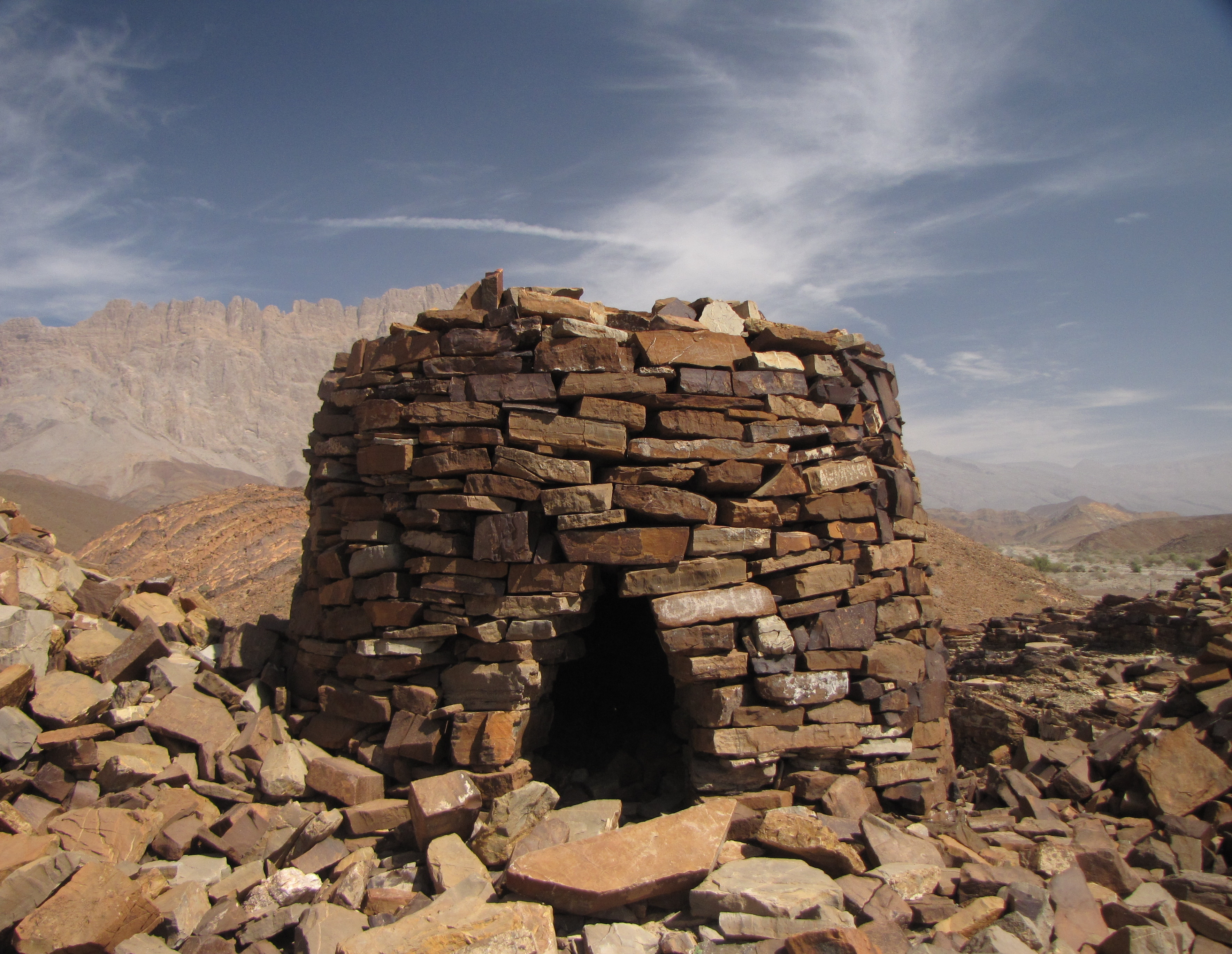
Tomba Patrimoni de la Humanitat a Al Ayn (Oman)

En antics textos sumeris escrits al voltant del 2300 aC, es parla d'una regió anomenada Magan, com un territori ric en coure i diorita que arribava a Mesopotàmia. La majoria de proves arqueològiques i geològiques suggereixen que Magan formava part de l'actual territori d'Oman. Tanmateix, la seva localització no és segura i alguns arqueòlegs el situen en algun lloc al sud del Baix Egipte, a Núbia o al Sudan i d'altres com a part dels actuals territoris de l'Iran o Pakistan.
Oman era una font de coure durant aquesta època. N'hi ha evidències arqueològiques (mines, fargues, etc.) que ho confirmen. Altres textos esmenten el coure portat de Magan. Les dues estàtues de pedra negra de Manixtusu són d'una pedra abundant a Oman. Altres dues estàtues i un obelisc de Manixtusu són de diorita, que també és abundant a Oman. La fusta coneguda com a «Meix-Magan» és de Dalbergia sissoo, un arbre també present a Oman.

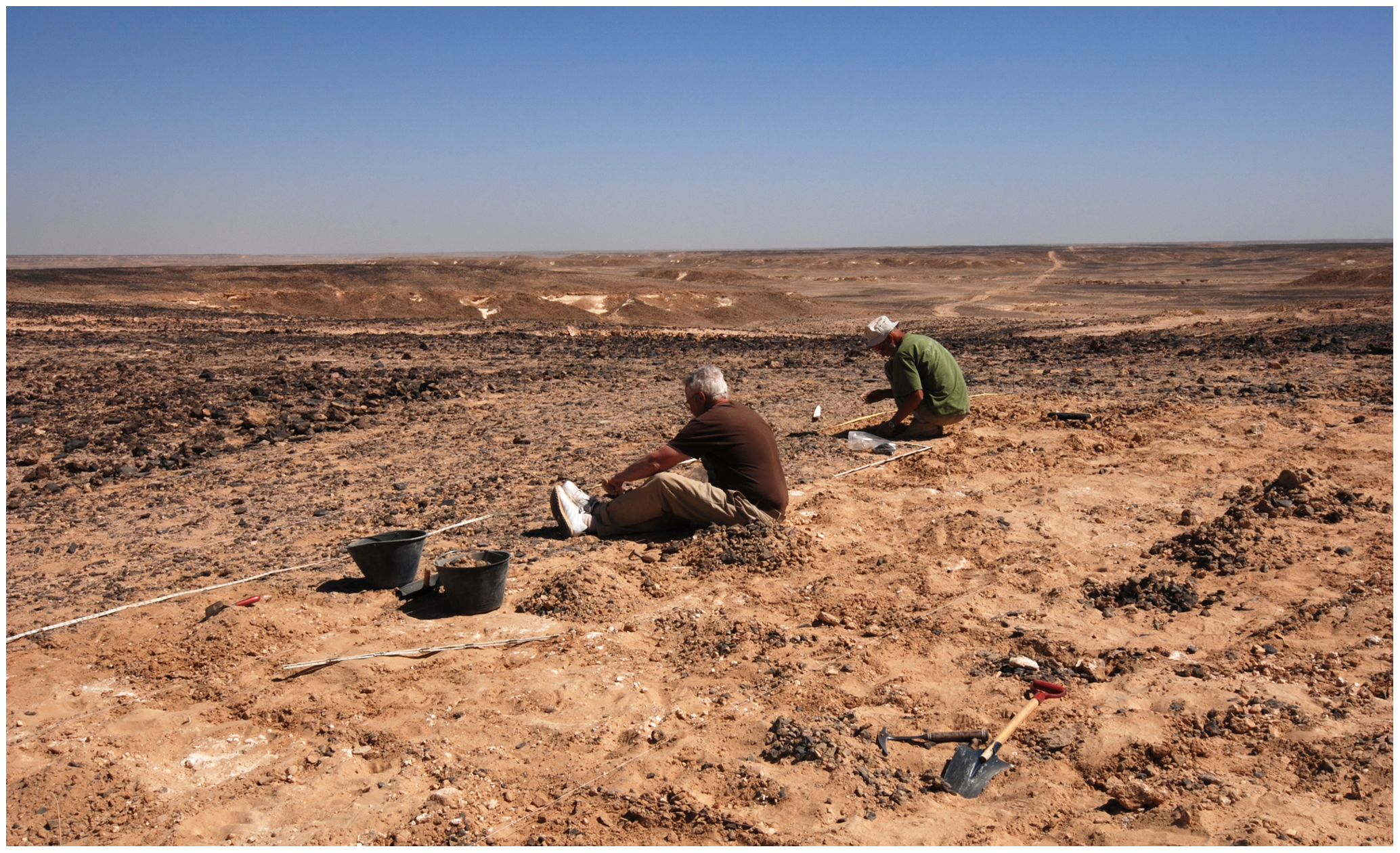
Arqueòlegs excavant un complex de l'edat de pedra mitjana a les muntanyes Dhofar

El poble d'A'ad ocupà part del que ara és l'est del Iemen i oest d'Oman, en una extensió geogràfica que transcorre des del mar d'Aràbia per les muntanyes de Dhofar fins als afores del Rub al Kali. La seva capital es va anomenar Wabar o Ubar o Iram (Erum) dels pilars, per aquestes edificacions.

## Antiguitat

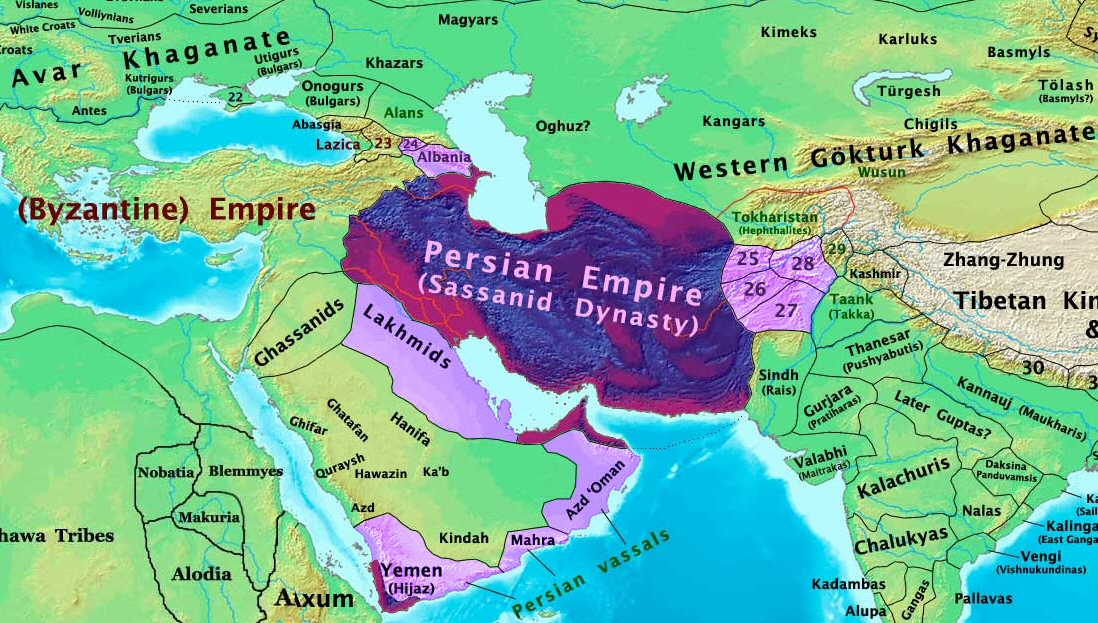
Mapa d'Àsia cap a l'any 600 aC, on apareix l'Imperi Sassànida

Entre els segles VI - IV aC els aquemènides, una dinastia d'origen irànic, van controlar o van influir indirectament en el territori de l'actual península d'Oman. El principal centre polític n'era l'assentament costaner de Suhar.
Des del segle iii aC fins a l'arribada de l'islam al segle vii, el territori d'Oman va ser controlat per altres dos pobles d'origen irànic, els parts i els sassànides. Durant aquest període el nom administratiu d'Oman era Mazun. A l'entorn del 250 aC els governants parts van prendre el control del golf Pèrsic i van estendre la seva influència cap a Oman, ja que necessitaven controlar les rutes comercials de la zona, per la qual cosa van establir diverses fortaleses al territori. Al segle iii aC els sassànides van succeir als parts en el domini de la zona fins a l'arribada de l'islam quatre segles després. El govern sassànida va estendre sobre els habitants de la zona la cultura persa, així com diverses tècniques d'irrigació que encara s'utilitzen a Oman en l'actualitat.

### Segle II
El rei Sapor II (309-379) va fer una expedició contra les tribus àrabs instal·lades a la costa oriental que havien ocupat pobles fronterers; aquesta campanya hauria estat de gran crueltat, l'eco de la qual arribà fins a al-Tabari: «els van matar a tots de manera que la sang va córrer com un riu i arribà a la mar, i ningú podia salvar-se del rei». Els perses van ocupar el litoral i hi fundaren almenys una colònia, amb el nom de Batn Ardashir, i una fortalesa anomenada Dastajird prop de Suhar: empenyeren les tribus azadites cap a l'interior o cap a les muntanyes. Els Azd, Abd al-Qays, Banu Tamim, Sama ibn Luay ibn Ghalib, i altres instal·lats a la regió de Tuwam es van trobar encerclats; es van reagrupar en diversos oasis i van quedar exclosos del comerç marítim i els recursos naturals com la pesca, i especialment la de les perles, un recurs molt important. Després Sapor II portà població àrab de la zona del golf cap a l'Iran; una part dels Banu Taghlab foren instal·lats a Darayn, que era part de la província d'al-Bahrayn, i a la regió d'al-Khatt; els Abd al-Qays i algunes tribus Tamim foren instal·lades a Hajr; els Bakr ibn Wail al Kirman; els Handala a Tawwj i a Fars; els Banu Umara (parents dels al-Djulanda que després veurem) foren instal·lats a l'illa de Didkan, a la costa del golf Pèrsic. Després de l'expedició la regió va ser governada per un filarca àrab nadiu de la regió, assistit i de fet controlat per un governador persa. Els filarques d'Oman foren escollits entre la família dels Djulanda, del clan dels Banu Mustakbir, tribu principal dels Azd, i els de Bahrain entre els al-Mundhir Ibn Sawa, del clan d'Abdullah Ibn Zayd dels Tamim.

### Segle VI

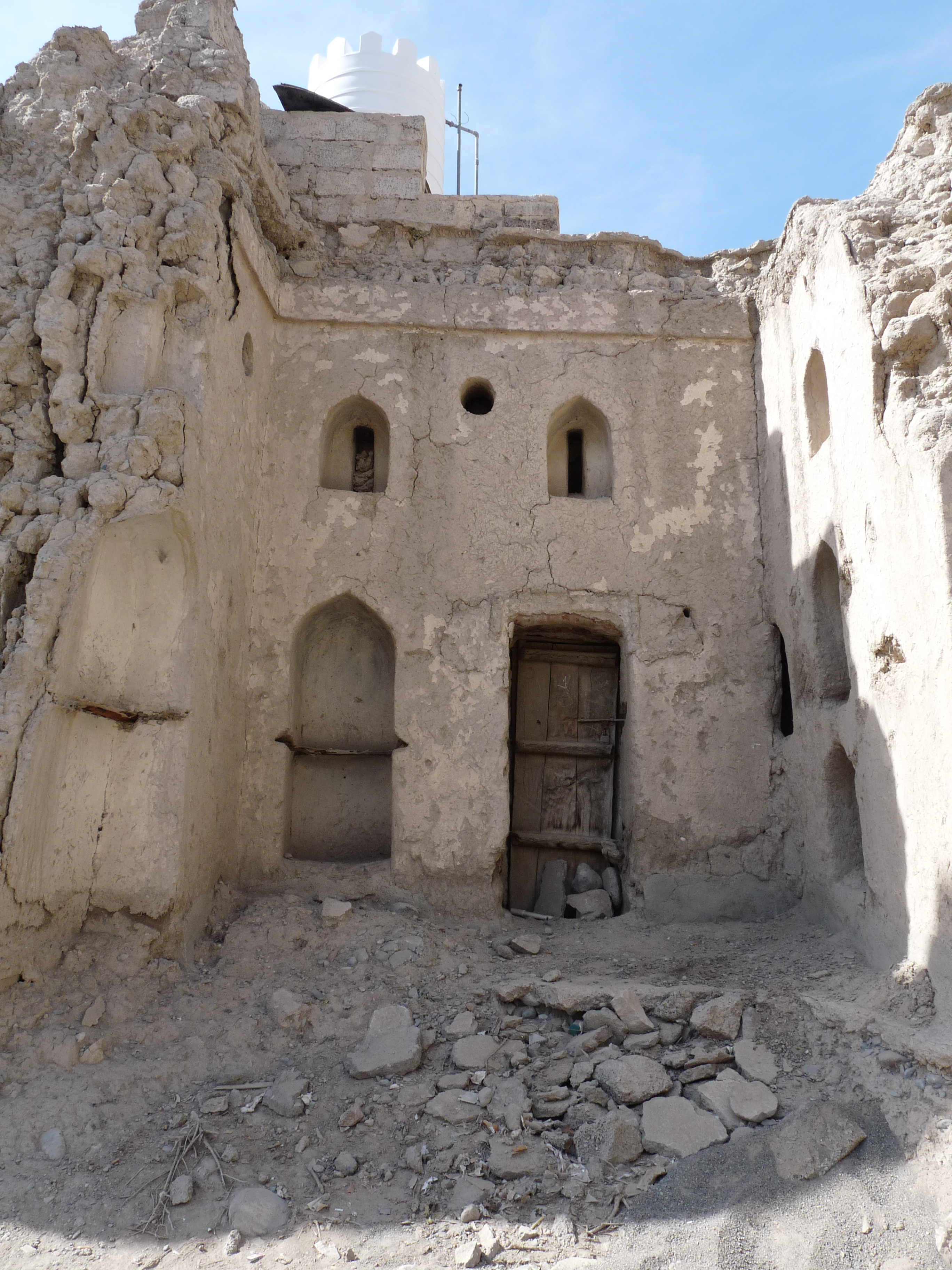
Vestigis de l'antiga vila de Nizwa

Sota Còsroes I (531-578), la regió de Mazun passà a un control més estret dels sassànides amb un acord amb els al-Djulanda que va permetre la instal·lació d'una guarnició de 4.000 soldats segurament a la regió de Suhar, manats pel governador persa, i una extensió cap a l'interior del país a les muntanyes i estepes (badiyya), i els límits del país (al-atraf), segons informa l'historiador al-Izkawi. Llavors Oman tenia dos ports principals, Suhar i Daba; al-Yaqubí esmenta una fira (suq) que es feia a Oman. Els sassànides van autoritzar als al-Djulanda a cobrar el dime o impost als comerciants, així com de tot allò relacionat amb la fira de Suhar i la de Daba, que es feia una vegada a l'any al mes de setembre i on acudien comerciants del Sind, Índia, la Xina i Occident. Per controlar el comerç oriental, els perses necessitaven assegurar la tranquil·litat del rerepaís i la pau de les tribus àrabs i per això van desenvolupar un sistema de reg conegut com a falaj, van ampliar els espais agrícoles, i van explotar el coure, amb la qual cosa asseguraven així una activitat econòmica que superava l'àmbit estrictament comercial; però aquesta millora de la situació de les tribus també ocasionà que, si bé en general eren fidels, hi hagués grups que en diversos moments van buscar l'ocasió de fer-se independents o guanyar autonomia (aquests grups són els que van buscar l'aliança amb els musulmans després del 630). Un altre grup a considerar eren els asbadhites.
La regió en conjunt estava subjecta a la influència d'altres tribus que es repartien el territori i el poder polític i econòmic: els Azd, Rasib, Yahmad, Huddan i Najiya. La zona costanera centrada a Suhar, coneguda com a Mazun, estava sota influència sassànida; l'interior, Badiyya al-Rif, més o menys la cadena muntanyosa del Djabal al-Akhdar, poblada per les tribus Azd Xanua, i amb centre a la vila de Tuwan (moderna Buraimi); a l'altre costat de les muntanyes (més a l'est i més al sud) estava centrada a Nizwa i la ruta cap a Suhar estava controlada per Tuwna pel uadi al-Djizzi, que era el pas cap aquesta ciutat; i al sud-est els Banu Salima dirigits pels al-Djulanda (en la persona d'al-Djulanda ibn Karkar). Altres tribus, els Tamim, els Bakr ibn Wail, els Abd al-Qays, Banu Malik ibn Fahm, i al-Atik estaven disperses; la majoria eren de religió cristiana o jueva, i hi havia una part de la població mazdeista i també pagans.
La família al-Djulanda pertanyia al clan dels Banu Mustakbir de la tribu dels Banu Maawil (dels Azd) de Suhar i tenia enfrontaments amb altres tribus de l'interior dirigides per la dels al-Atik, sota la direcció de Lakit ibn Malik al-Atiki. El relat tradicional simplificat sobre el que va passar diu que els al-Djulanda estaven a punt de perdre el poder quan el 629 (o 630 en altres fonts) el general musulmà Amr ibn al-Asi fou enviat a la zona i n'expulsà les tribus atacants i hi va restablir els germans Djayfar i Abd al-Djulanda, caps de la dinastia governant, en tot el seu poder. Així que aquests van afavorir l'Islam.
Una versió més detallada resultat de la lectura de l'intercanvi epistolar del moment, situaria l'arribada del company del Profeta, Amr ibn al-Asi, el 631, per via marítima probablement, i s'adreçà per carta als dos germans Djulanda que en aquell moment cogovernaven Oman i que residien a l'interior, a Tuwan (Buraimi) o a Nizwa. El Profeta els convidava a adoptar l'islam i serien confirmats com a reis, o a rebutjar l'adhesió i serien eliminats. Els dos germans van demanar un temps de reflexió i van convocar uns notables: Wujuh al-Nas i Kab ibn Barxa al-Awdi, aquest darrer cristià. Els dos reis demanaven quina era la posició d'Heracli dels Rūm (l'emperador romà d'Orient) i del rei d'Axum, dos estats amb què comerciaven. Finalment els dos reis van refusar l'oferiment, i l'enviat fou expulsat cap a Medina. També les tribus cristianes, jueves i la comunitat persa hi van refusar. Però poc després una delegació dirigida per Salama Ibn Iyad al-Azdi, al front d'algunes tribus Azd, es va dirigir a la Meca; hi va haver de fet diverses delegacions en poc de temps i finalment els notables omanites es van sotmetre a l'Islam.

### L'arribada de l'Islam

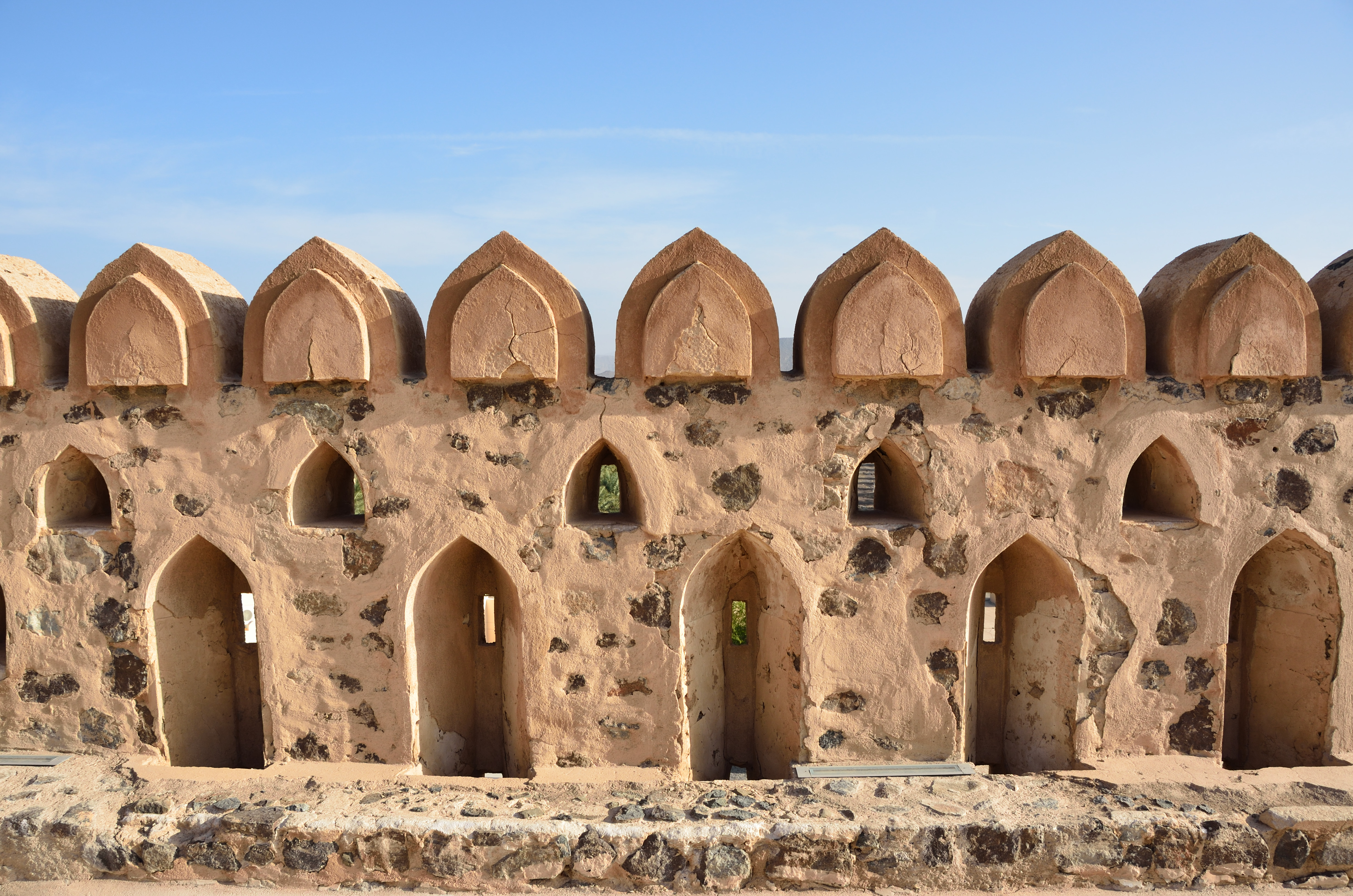
Muralles del castell de Jabrin

Al-Masudi fixa la data de la conversió d'Oman el 632 i diu que poc abans de morir Mahoma hi envià Amr ibn al-As (o al-Asi), però sembla l'únic que allarga fins tan avançat el temps aquesta delegació. Els motius dels al-Djulanda per canviar l'estat medinenc pel sassànida no són clars, però sembla que l'autoritat musulmana permetia als sobirans d'Oman un paper més protagonista en la recaptació de la dime a les fires de Daba i Suhar. Els dos germans van sol·licitar als representants sassànides, el marzuban i els asawira, que adoptessin l'Islam o marxessin en pau, però els perses van refusar les dues coses i es van retirar al fort de Dastajird, prop de Suhar, i es van preparar per a una guerra contra els àrabs; la batalla de Salut al sud de Djawf, a la regió de Suhar, fou guanyada pels àrabs; la lluita se saldà amb la mort del cap sassànida Maskana i la resta van acabar cedint la costa després d'un forta resistència que hauria durat fins al 633. El seu paper durant la rida és desconegut. Djayfar al-Djulanda envià emissaris a Al-Xihr i Mahra i aquestes regions es van convertir a l'islam; només els militars perses i els asbadhites van resistir-se a adoptar la nova religió.
Mort Mahoma, el vincle personal es trencà i per això es produí la rida o apostasia; el primer efecte fou la negativa a pagar el zakat, però també la manca de fe una vegada desaparegut l'únic que s'acceptava que tenia el do de la profecia; però la causa principal n'era que els clans de l'interior, incloent els clans Azd, volien conservar el poder enfront d'altres clans sovint propers. Els al-Djulanda van reconèixer Abu Bakr i els musulmans de l'interior (fins i tot clans propers als al-Djulanda), van canviar llavors de bàndol i feren apostasia. Les tribus es van revoltar sota la direcció de Lakit ibn Malik al-Atiki o al-Azdi (perquè era d'un clan dels Azd) conegut pel malnom de Dhu al-Taj (l'home de la corona), que es declarava a si mateix profeta (nabi); alguns ancestres de Lakit havien exercit el poder i havien estat investits per Còsroes i segons al-Tabari havia perdut la sobirania en els darrers anys (en vida del profeta Mahoma) i la mort del cap de Medina era l'ocasió per tornar al poder. Lakit atacà Djayfar i ocupà Mazun: n'agafà el govern; el seu germà Abd i els soldats van fugir cap a les muntanyes o amb vaixells. Un enviat del califa, Hudhayfa ibn Mihasan, fou assetjat a Daba; amb el suport dels Azd els rebels controlaven la costa nord a l'entorn de Daba; la rida es va estendre cap a Mahra i Hadramaut, en cadascuna de les regions hi havia una facció oposada a la tutela musulmana, o a la dels al-Djulanda com interposats (com els kinda a Hadramaut sota al-Aixath ibn Qays). La divisió aparentment religiosa era de fet política. Abu Bakr envià reforços comandats per Ikrima ibn Abi Djahl i es lliurà una forta batalla prop de Daba, amb uns deu mil morts, que acabà amb la victòria musulmana i de les tribus lleials a l'Islam. En aquest temps de guerra se suposa que els perses estaven assetjats a la seva fortalesa de Dastajird, prop de Suhar, i a les ciutats de la costa; els perses no haurien estat expulsats fins que, acabada la guerra, totes les tribus d'Oman van lluitar contra ells.
Després de la guerra civil i religiosa, els que havien estat lleials als musulmans van mantenir els seus càrrecs i privilegis. El govern quedà en mans dels al-Djulanda i la família va exercir un paper més o menys destacat fins al temps dels buwàyhides. Els apòstates foren exclosos del botí (fay) en les futures conquestes musulmanes.
En temps del califa Uthman, va pujar al tron Abbad ben Abd al-Djulanda, que governà fins a la seva mort el 686 en lluita contra els kharigites de la Yamama, i el van succeir els seus fills Said i Sulaiman ibn Abbad al-Djulanda. Aquests dos germans foren expulsats d'Oman per Al-Hajjaj ibn Yússuf (governador d'Iraq el 694) i el país unit al califat.

## Formació del govern d'Oman: Masqat i Oman

L'edat dels califes
Mahoma, 622-632
Califat Perfecte, 632-661
Califat omeia, 661-750

Oman fou terra d'acollida per a alguns dissidents com els kharigites. El general al-Hajjaj ibn Yússuf fou enviat a la regió el 705, però tot i el seu govern inflexible el kharigisme es desenvolupà ajudat per ser lloc de desterrament dels opositors als omeies. Al-Djulanda ibn Masud, de l'antiga família reial, havia adoptat les doctrines kharigites ibadites i el 749, en la part final de la guerra civil que posà fi a la dinastia omeia i portà al tron els abbàssides, fou escollit com a primer imam ibadita i va esdevenir un estat independent. Un intent similar al d'Hadramaut per part dels ibadites locals havia fracassat l'any anterior. La política abbàssida fou hostil, ja que no acceptava un estat independent a Oman.
Al-Julanda ibn Massud ibn Jàfar ibn al-Julanda va morir el 751 a mans de Khazim ibn Khuzayma, general enviat per califa al-Saffah; al cap de pocs anys els ibadites es referen de la derrota i durant uns anys el país fou teatre d'una virtual guerra civil entre el governador abbàssida, i els al-Djulanda i els ibadites. Finalment el 793 els ibadites van triomfar però van escollir un nou imam fora de la família al-Djulanda, imam que tenia residència a Nazwa, i pertanyé (excepte en algun cas aïllat) a la tribu dels Yahmad o Banu Yahmad del grup Azd. El primer imam fou Muhammad ibn Affan (també esmentat com Muhammad ibn Abd Allah ibn Abi Affan o com Muhammad ibn Abi Affan). Li va succeir al-Warith ibn Kab al-Kharusi (795-808) que podria ser el mateix personatge que al-Warith ibn Kab al-Hadrami, imam ibadita de l'Hadramaut de la mateixa època. Altres imams d'Oman destacats foren Ghassan ibn Abd Allah al-Yahmadi al-Azdi (mort vers el 823), Abd al-Malik ibn Hamid (vers 824-841) i al-Muhanna ibn Djafar (841-852), sota el qual se sap que l'Hadramaut era part de l'imamat, al-Salt ibn Malik (852-887) i Rashid ibn al-Nadr (després del 887), govern a què va seguir l'època d'enfrontaments entre les tribus nizarites i hinawites. Durant el segle ix alguns dels imams tenien el títol de wali (governador) o de mutakaddim (cap) com a senyal de submissió als imams rustúmides de Tahert, considerats els imams suprems ibadites, però eren elegits al país i no designats per l'imam suprem.
Una expedició abbàssida dirigida pel general Muhammad ibn Nur conquerí Oman el 893. El general va obtenir la victòria en una batalla en la qual va morir, però assegurà el domini del califa; els ibadites es van refer i imams ibadites tornen a aparèixer poc després. Els imams d'Oman exercien autoritat sobre les tribus de Mahra, que li pagaven tribut. Els imams van continuar amb algunes interrupcions, fins al segle xii. Els ibadites van restar com a comunitat a Oman i van exportar les doctrines a algun punt de l'Àfrica oriental i sobretot a Zanzíbar, on encara persisteixen.
A partir del 844 van esclatar noves lluites civils entre els al-Djulanda i els ibadites, a què s'afegiren les rivalitats tribals entre els Azd Uman i els Nizar (entre les tribus ibadites nizarites del nord i les iemenites del sud); els imams eren generalment dèbils per la seva avançada edat; hi va haver moments en què hi havia dos imams diferents, un del nord i un del sud; les lluites van afectar l'economia del país. El 892 la tribu dels Banu Sama b. Luayy va cridar en ajut contra els ibadites al califa abbàssida Abbad ibn Muhàmmad al-Mútadid (892-902); un general i governador hi fou enviat (Muhàmmad ibn Nur, governador de la província de Bahrain o Aràbia Oriental) i el darrer imam Azzan ibn Tamim fou derrotat per les forces abbàssides el 893 i Nazwa ocupada. El 895 els ibadites van nomenar un nou imam a Nazwa, però el seu poder es limitava de vegades només a l'interior.
Durant quatre segles l'imamat lluità per subsistir mentre el país seguia sota domini abbàssida; els buwàyhides i després el seljúcides en van exercir el control. Al segle xv hi havia un imam de la dinastia nabahnita al nord i un altre elegit a Nazwa, mentre el litoral depenia d'Ormuz.

### Llista d'imams
- xeic Mussa ibn Abi-Jabar al-Azdí, president de l'assemblea 793
- xeic Muhàmmad ibn Abi-Affan al-Azdí 793-795
- xeic al-Wàrith ibn Kab al-Kharussí 795-808
- xeic Ghassan ibn Abd-Al·lah al-Yahmadí 808-823
- xeic Abd-al-Màlik ibn Hamid 824-841
- xeic al-Muhanna ibn Jàfar 842-851
- xeic as-Salt ibn Màlik al-Azdí 851-887
- xeic Raixid ibn Nadr 887-890
- xeic al-Azzan 890-893
- als abbàssides 893-897
- xeic Muhàmmad ibn al-Hàssan al-Azdí 897-898
- Azzan ibn Hizr al-Malikí 898-899
- Abd-Al·lah ibn Muhàmmad al-Haddaní 899-900
- As-Salt ibn al-Qàssim 900
- xeic Muhàmmad ibn al-Hàssan al-Azdí 900 (2a volta)
- Al-Hàssan ibn Saïd aix-Xahtaní 900-905
- Al-Hawari ibn Màsraf al-Haddaní 905-912
- Úmar ibn Muhàmmad 912-931
- Muhàmmad ibn Yazid al-Kindí 932-933
- Al-Hàkim ibn al-Mul·la 933-935
- Abu-l-Qàssim Saïd ibn Abd-Al·lah 936-939
- Raixid ibn al-Wàhid 939-943
- desconegut 943-951
- Abu-Muhàmmad Ridhwan ibn Jàfar 951-973
- xeic Ward ibn Ziyad 973
- als buwàyhides 973-1050
- Raixid ibn Saïd 1050-1053
- Hafs ibn Raixid 1053
- Raixid ibn Alí I 1053-1055
- Abu-Jabar Mussa ibn Mussa al-Maalí 1055-1057
- desconegut 1057-1063
- als seljúcides de Kirman 1063-1116
- Muhàmmad ibn Habis 1116-1119
- Raixid ibn Alí II 1119-1130
- Mussa ibn Jabar al-Maalí 1130-1154
- Muhàmmad ibn Hànbaix 1154-1161
- Hafs ibn Muhàmmad 1162-1165

## Edat mitjana i moderna
Oman és des de fa segles una base per a comerciants. El 1508 Masqat, la seva principal ciutat portuària, passà a mans portugueses, així com altres ciutats costaneres. A Masqat van construir els forts bessons de Djalali i Marani (1587 i 1588) dominant Suhar i Kalhat. El 1617 l'imamamt de l'interior va caure en mans de Nasir ibn Murxid, de la dinastia yaribita o iarubita, que va establir-ne la capital a Rustak; va pacificar l'interior i combaté amb un cert èxit els portuguesos. Però fins al 1650 els portuguesos no van abandonar Masqat, expulsats per l'imam Sultan ibn Sayf, cosí i successor de Nasir. Sultan va construir una flota i impulsà el comerç marítim. Va fer algunes expedicions cap a l'Índia i l'Àfrica oriental dirigides principalment contra els portuguesos. Posteriorment, el 1659 Masqat passà a control dels otomans. L'imam Sayf (1692-1711) assolí una gran potència marítima i els portuguesos foren constantment fustigats allà on fossin. Sayf feu expedicions a l'Índia i Pèrsia, i el 1698 una a l'Àfrica oriental, on va aconseguir la decisiva victòria de Mombasa (1698) i va establir el domini omanita a Pemba, Zanzíbar i Kilwa. A la seva mort (1711) la dinastia yarubita es va enfonsar aviat; van esclatar lluites entre els seus membres i una guerra civil entre tribus (els hinawis contra els ghafiris de Nizar) fins a la caiguda final el 1749.

## Dinastia Al Said
L'actual línia de soldans començada per Ahmed ibn Said, elegit imam el 1741 en expulsar els otomans, va iniciar la dinastia Al-Bu Said, encara al tron. Va reprendre les activitats comercials i les expedicions marítimes cap a l'Àfrica oriental, Mombasa, Kilwa i Zanzíbar, on es van establir governadors omanites. Com tots els seus predecessors el govern dinàstic d'Al Said es caracteritzà per successius conflictes familiars, fratricidis i usurpacions. A part dels conflictes intestins de la família reial, hi havia l'amenaça constant de les tribus independents de l'interior del país, que rebutjaven l'autoritat del sultà; només reconeixien l'imam abadita com a l'única autoritat legítima, i recorrien a les armes per a la restauració de l'imamat.
A la mort d'Ahmad el 1783 el succeí el seu fill segon Said ibn Ahmad, que conservà el títol d'imam, però al cap de tres anys deixà el govern de Masqat al seu fill Hamid o Ahmad ibn Said, i es retirà a Rastak, on va actuar com a cap religiós i fou el darrer imam, ja que cap altre membre de la família posteriorment en portà el títol (en dugueren el de sàyyid i foren coneguts com a sultans), i se l'esmenta en vida per darrer cop el 1811. A la mort d'Ahmad el 1792 el va succeir el seu oncle Sultan ibn Ahmad, que ocupà Kuwait, Bàssora, la costa del Balutxistan, i temporalment Bahrain; Pèrsia els va cedir finalment de manera oficial Cahbar i Bandar Abbas, possessions que ajuntaren a Gwadar (cedit pel kan brahui de Kalat poc després de 1792); el 1798 Sultan signà un tractat amb els britànics amb què els autoritzava a establir una factoria a Banda Abbas i prohibia als francesos i holandesos establir factories als seus dominis mentre estiguessin en guerra contra Anglaterra. Als darrers anys del seu regnat va haver de lluitar contra els wahhabites; va morir en un combat naval prop de Lingah el 1804 i el va succeir el seu nebot Badr ibn Sayf ibn Ahmad, que tenia el suport wahhabita, però al cap de poc fou assassinat per Salim ibn Sultan, que pujà al tron i va associar-hi el seu germà Salim ibn Sultan; aquest darrer va morir el 1821 i llavors Said ibn Sultan va quedar sol.
Said ibn Sultan fou el sultà més important de la dinastia. Al començament del seu regnat moltes de les possessions d'Oman que havien obeït als iarubites s'havien perdut i van haver de ser reconquerides; a l'inici només conservava fora d'Oman les illes de Zanzíbar, part de Pemba, Mafia, Lamu i Kilwa (i aquesta darrera es perdé sota Said, però al cap de pocs anys ell mateix la recuperà); un conflicte familiar portà a la separació temporal de la regió de Suhar sota un parent, probablement Azzan ibn Kays ibn Ahmad i el seu fill Kays ibn Azzan. Said fou un sòlid aliat britànic, als quals ajudà contra els Kawasim del golf Pèrsic. Sota pressió britànica limità el comerç d'esclaus (1822) i la venda d'esclaus fou prohibida definitivament el 1847. Said desenvolupà la potència marítima i les possessions africanes van esdevenir centre d'un imperi comercial amb possessions a Balutxistan i l'Àfrica oriental. Progressivament va imposar la seva autoritat a la costa de Mogadiscio (Benadir) i fins a Cap Delgado, amb l'única oposició seriosa de Mombasa, i rebé el tribut de les principals tribus. Vers 1850 la costa entre Vanga i Pangani excepte Tanga era governada conjuntament per Said i el rei d'Usambara, els representants del qual eren confirmats pel sultà. Fracassà un intent d'annexionar-se Nossi Be per l'actuació dels francesos. El 1854 va cedir a Gran Bretanya les illes Kuria Muria.
Quan el sultà Saïd ibn Sultan morí el 1856 els seus fills van lluitar per la successió. Com a resultat d'aquesta lluita l'imperi omanita es dividí per mediació britànica el 1861 en dos principats separats: Zanzíbar, amb els seus assentaments africans, i Masqat i Oman.
Els descendents del sultà van governar Oman (Thuwaini ibn Said Al Said (1856-1866)) i Zanzíbar (Mayid ibn Said Al Said (1856-1879)); la branca dels Qais s'alià de manera intermitent amb els ulemes del país per restaurar l'imamat. El 1868 Azzam ibn Qais Al Said es va autoproclamar imam, i per bé que nombroses tribus del clan Hinawi el van reconèixer, mai no va ser elegit seguint la tradició ni va ser aclamat com a imam.
L'imam Azzam va comprendre que per unificar el país calia que una autoritat unifiqués les tribus de l'interior d'Oman. El seu govern va ser interromput el 1871 pels britànics, que van interpretar la seva política d'unificació de les tribus omanites com una amenaça contra l'ordre establert. Per unificar Oman Azzam va recórrer a la força, cosa que provocà la revolta de les tribus del clan Ghaziri. Els britànics van recolzar financerament i política Turki ibn Said Al Said, el rival d'Azzam. Turki derrotà Azzam, que morí en batalla als afores de Matrah el gener de 1871.

## Influència britànica
Per incrementar la seva influència i assegurar-se el control de les rutes comercials de l'oceà Índic, els britànics es van apoderar de les colònies africanes d'Oman, la qual cosa va incrementar el seu empobriment econòmic.
Francesos i britànics ja havien començat a rivalitzar per introduir la seva influència a Oman al segle xviii. Durant el segle xix Oman i el Regne Unit signaren diversos tractats d'amistat i comerç. El 1908 els britànics van renovar els acords d'amistat, i aquesta associació fou confirmada el 1951 amb un nou tractat, en el qual el Regne Unit va reconèixer Oman com un estat per complet independent.

## El segle XX

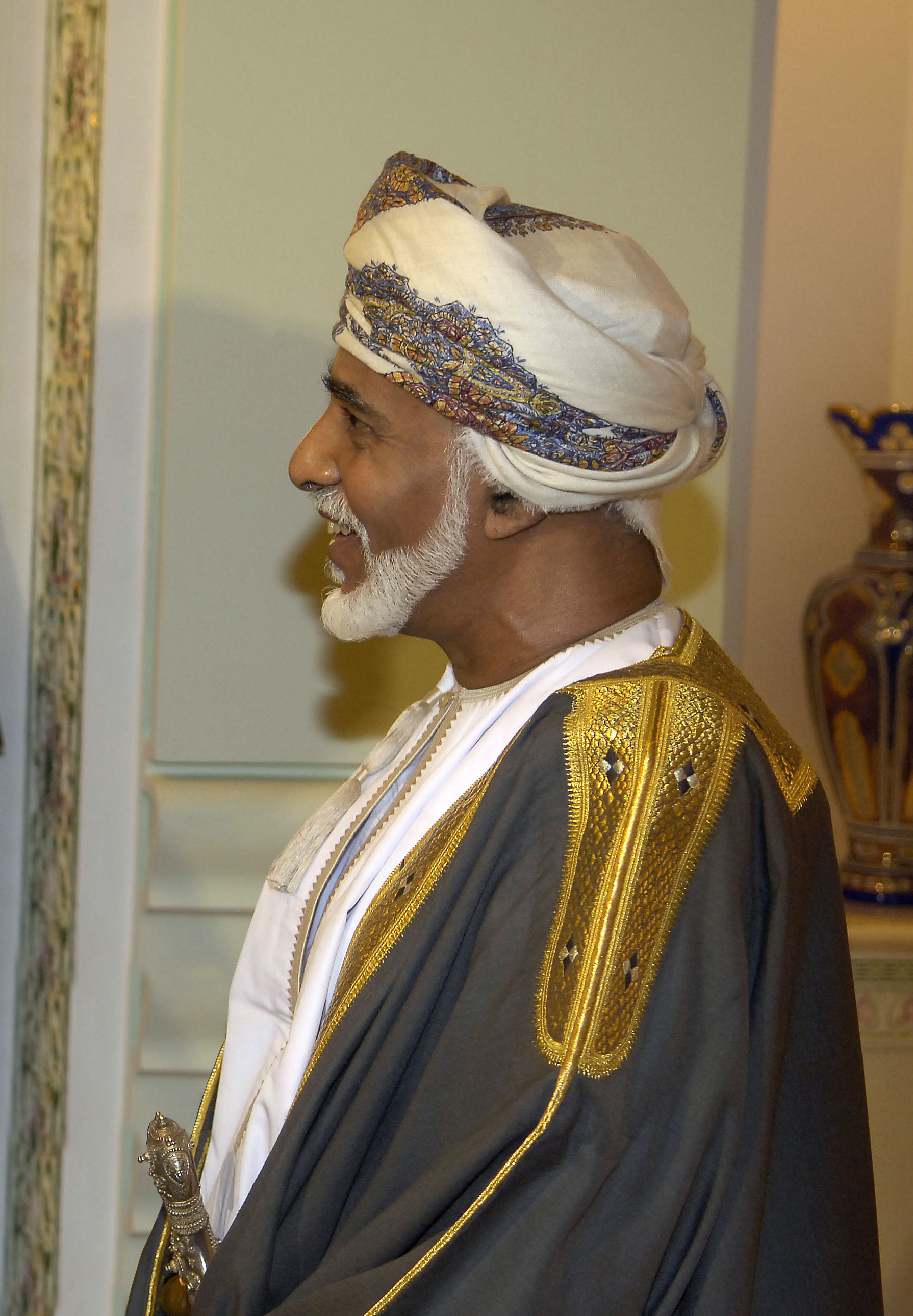
Qabus ibn Said Al Said, actual sultà d'Oman

A finals del segle xix el sultà de Masqat s'enfrontà a la rebel·lió de la secta ibadi a l'interior d'Oman, centrada a la ciutat de Nizwa, els seguidors del qual volien ser governats exclusivament per l'imam d'Oman. Aquest conflicte es resolgué temporalment pel tractat de Seeb, que proporcionava a l'imam un govern autònom a l'interior d'Oman, però que reconeixia la sobirania nominal del sultà en tot Oman.
El conflicte es reinicià el 1954 quan el nou imam d'Oman dirigí una rebel·lió durant cinc anys contra el projecte del sultà del país d'estendre el control governamental a l'interior. Els insurgents foren derrotats el 1959 amb ajuda britànica. Llavors el sultà declarà dissolt el tractat de Seeb i eliminà la institució de l'imam. A començaments de 1960 l'imam, exiliat a Aràbia Saudita, va obtenir suport de diversos estats àrabs, però aquest suport acabà en la dècada de 1980. Zanzíbar va pagar un tribut anual a Masqat i a Oman fins a la seva independència completa a començaments de 1964.
El 1964 esclata una revolta independentista a la província de Dhofar. Els insurgents, recolzats per grups comunistes i d'esquerres de la República Democràtica del Poble del Iemen (anteriorment Iemen del Sud) van formar el Front d'Alliberament de Dhofar, que posteriorment s'uní al Front Popular per a l'Alliberament d'Oman i el Golf Pèrsic (FPAOGP), d'orientació marxista. El FPAOGP declarà la seva intenció d'enderrocar tots els règims tradicionals del golf Pèrsic. A mitjan 1974, s'establí la branca bahrení del FPAOGP com a organització separada i el grup omanita canvià el nom a Front Popular per a l'Alliberament d'Oman (FPAO), i continuà amb la rebel·lió de Dhofar.
El 1970, Qabus ibn Said Al Said expulsà el seu pare, el sultà Said bin Taymur, que posteriorment moriria en l'exili a Londres, i va prendre el soldanat. El nou sultà s'enfrontà a la insurgència de Dhofar en un país fuetejat per malalties endèmiques, analfabetisme i pobresa. Una de les primeres mesures del nou sultà fou abolir moltes de les severes restriccions del seu pare, que havien provocat l'emigració de milers d'omanites, i oferir una amnistia als opositors de l'anterior règim, molts dels quals van tornar a Oman. També establí una estructura de govern moderna i va iniciar diversos programes de desenvolupament per millorar l'educació, la sanitat i altres infraestructures per aprofitar els recursos naturals del país.
En el seu esforç per acabar amb els insurgents de Dhofar, el sultà Qabus va estendre i va modernitzar les forces armades i va oferir una amnistia a tots els rebels que es rendissin. Va obtenir un suport militar directe del Regne Unit, Iran i Jordània. A començaments de 1975 els insurgents de Dhofar havien estat rebutjats a una zona de cinquanta quilòmetres quadrats a prop de la frontera amb el Iemen i poc després van ser derrotats. A mesura que la guerra acabava, els programes d'acció civil van adquirir major importància, i es van realitzar diverses inversions a Dhofar per guanyar la confiança dels habitants de la regió. L'amenaça del FPAO es reduí amb l'establiment de relacions diplomàtiques l'octubre de 1983 entre Oman i el Iemen del Sud, i el règim iemenita va reduir la propaganda i les activitats subversives contra el seu veí. A finals de 1987 Oman va establir una ambaixada a Aden.
Des del seu ascens al poder el 1970 el sultà Qabus ha equilibrat els interessos tribals, regionals i ètnics en la composició de l'administració nacional. El Consell de ministres, la principal institució de govern, està format per 26 ministres nomenats directament per Qabus. El Majlis Al-Xura (Consell consultiu) té la funció de revisar la legislació econòmica i social abans de convertir-la en llei. També pot convocar els ministres perquè responguin dels seus actes.

## Història recent
El novembre de 1996 el sultà Qabus presentà al seu poble Els Estatuts Bàsics de l'Estat, la primera constitució escrita d'Oman. Aquesta constitució garanteix diversos drets dins de la llei alcorànica i tradicional del país. Ha suscitat alguns conflictes d'interessos en establir mesures que prohibeixen als ministres tenir inversions en empreses i propietats públiques. També estableix les normes per a la successió del sultà: la família reial haurà d'anomenar un successor en els tres dies següents a la mort del sultà o acceptar l'últim candidat recomanat per ell.
Oman sempre ha ocupat una posició estratègica a l'estret d'Ormuz, l'entrada al golf Pèrsic, i es troba a 35 km de l'Iran. A causa de les tensions polítiques a la zona, Oman s'ha interessat per mantenir l'estabilitat i seguretat regional, sobretot davant dels conflictes entre l'Iran i l'Iraq i l'amenaça potencial de l'Islam polític. Oman va mantenir relacions polítiques amb l'Iraq durant la Guerra del Golf i recolzà les Nacions Unides enviant un contingent de tropes a la força de coalició, i proporcionant armes i subministraments per les seves fronteres. L'any 2001 algunes forces nord-americanes van utilitzar bases en territori omanita per atacar l'Afganistan en la seva guerra contra Al-Qaida.
El setembre de l'any 1996 uns 190.000 homes i dones omanites van elegir 83 candidats, incloent dues dones, als escons del Majlis Al-Xura. El desembre de l'any 2000 el sultà Qabus nomenà el Majlis Al Dowla (Consell d'estat) de 48 membres, incloent-hi 5 dones, que compleix les funcions de cambra alta en el govern bicameral d'Oman.
El programa de modernització extensiva del sultà Qabus ha obert el país al món exterior i ha preservat la seva relació prolongada política i militar amb el Regne Unit, els Estats Units i altres països. La política exterior d'Oman, moderada i independent, està orientada a mantenir bones relacions amb tots els estats d'Orient Mitjà.